# ある日突然恋だった
『ある日突然恋だった』（あるひとつぜんこいだった）は、TBS系列の毎週火曜日21:00 - 21:55の枠で、1982年（昭和57年）4月27日から同年6月22日まで放送されていたテレビドラマ。全9話。

## 内容
本作は、金子和弘・著のハウツー本『女性相手の商売がわかる本』を原案としている。
主人公・平野勇気は東京・日本橋の毛皮商店「信濃屋嘉兵衛商店」の次男坊。東京から長野に赴任して10年経ったが、ある日、兄の彦一から勇気の元へ電話がかかり「家業を手伝うように」と言われる。更に母のムメから「お前が彦一を助けてくれるなら」と言われたことで、東京へ戻る決心をする。勇気には特定郵便局に勤める野辺かおるという恋人が居て、かおると結婚して長野に落ち着いて暮らそうと思っていた矢先のことであったが、東京へ戻るために意を決して別れを告げた。しかし、かおるも勇気を追って上京する。そして実家の店へ戻った勇気は、業界内での激しい競争の事情と家業のピンチを知り、この競争に勝ち抜くために「ミンクス」というプロジェクトチームを作り、地方に毛皮を売って行こうと作戦を立てる。そして勇気が訪問販売・出張販売のため地方を回る日々が始まる。しかし、かおるもその勇気の行く先々を追って行く……。勇気が家業に力を入れ建て直し、継いでゆくその姿を中心に描いた。

## キャスト
- 平野勇気：古谷一行
- 野辺かおる：中原理恵
- 花沢知子：小柳ルミ子
- 岡野庄介：岸部シロー
- 平野彦一：中条静夫 - 勇気の兄
- 平野ムメ：正司歌江 - 勇気の母
- 信濃屋嘉兵衛商店番頭：関口宏
- 信濃屋嘉兵衛商店のモデル：あき竹城
- 信濃屋嘉兵衛商店のモデル：萬田久子
- 信濃屋嘉兵衛商店の運転手：山田隆夫
- 浅田：蟹江敬三
- 沢田研二
- 山本陽子
- 白鳥茜：池上季実子
- 平野良子：松金よね子 - 彦一の妻
- 花沢菊造：浜田寅彦 - 知子の父
- 鉄夫：宮田恭男
- 横山貢：荒谷公之 - 知子のかつての恋人（第4話ゲスト）
- 横山君子：井上夏葉 - 横山貢の妻（第4話ゲスト）
- 白鳥：西村晃 - 茜の父（第6話ゲスト）

## スタッフ
- 原案：金子和弘『女性相手の商売がわかる本』
- プロデューサー：飯島敏宏
- 脚本：鹿水晶子
- 演出：桜井秀雄、楠田泰之、松本健
- 製作：木下プロダクション、TBS

## 主題歌
- 「ある日突然恋だった」 歌：古谷一行 （作詞：広田文男、作曲：渡辺博也） 
  - 挿入歌「風のかがやく日」 歌：古谷一行 （作詞：広田文男、作曲：渡辺博也）

## サブタイトル
| 話数 | 放送日        | サブタイトル           | 演出     |
| ---- | ------------- | ---------------------- | -------- |
| 1    | 1982年4月27日 | 雀のキッスで始まった   | 桜井秀雄 |
| 2    | 1982年5月4日  | 8000万が消えた!        | 桜井秀雄 |
| 3    | 1982年5月11日 | 追っかけますどこまでも | 楠田泰之 |
| 4    | 1982年5月18日 | 危機一髪の夜!          | 楠田泰之 |
| 5    | 1982年5月25日 | 虹色の心で             | 桜井秀雄 |
| 6    | 1982年6月1日  | 軽井沢軽井沢!          | 松本健   |
| 7    | 1982年6月8日  | あげてもいい!          | 松本健   |
| 8    | 1982年6月15日 | 毛皮とビキニ           | 楠田泰之 |
| 9    | 1982年6月22日 | 夜霧よ、ありがとう!    | 桜井秀雄 |